# Тара (Ирландия)
Тара (ирл. Teamhair na Rí, «Холм королей») — длинная невысокая возвышенность в Ирландии возле реки Бойн в графстве Мит, в 32 км к северу от Дублина, сложенная из известняков. На холме находится множество древних памятников. Тара считается древней столицей Ирландии (до XII века), резиденцией и местом коронации Верховных королей (ирл. Ard Rí Éirinn).
Ритуальный брак Верховного короля с его землёй заключался на «пиру Тары», в Медовом покое — главном пиршественном зале Тары; сама Тара также по своему устройству воспроизводила сакральное деление Ирландии — вокруг Медового покоя было четыре зала. Здесь расположен легендарный камень Фаль.
В настоящее время на холме заметны шесть окружённых земляными валами площадок, самая крупная диаметром около 260 метров.
Согласно легенде, в 432 году здесь проповедовал святой Патрик. Нынешняя его статуя, как считается, стоит на месте камня, на котором происходила коронация Верховных королей.
Резиденция заброшена с VI века, но холм в 1843 году был использован для массового митинга сторонников независимости Ирландии, на котором выступал Даниел О'Коннел.
Холм является национальным памятником Ирландии и кандидатом на включение в список Всемирного наследия.

## В культуре
В романе «Унесённые ветром» поместье главных героев в Джорджии названо Тарой в память об ирландском происхождении семейства О’Хара. После выхода романа «Тара» стало популярным женским именем в США. В честь холма названа область Тара на спутнике Юпитера Европе.